# Eowyn
Eowyn je lik iz knjige Gospodar prstenova. U filmovima Gospodar prstenova: Dvije kule i Gospodar prstenova: Povratak kralja ju tumači australska glumica Miranda Otto.

## Povijest života
Rođena je 2995. g. Trećega doba kao kćerka Éomunda i Théodwyn. Nakon što joj otac umire kada je imala 7 godina u borbi s orcima, a majka ubrzo nakon toga od bolesti, se s bratom Eomerom seli se u Edoras kod majčinog brata i kralja Rohana Theodena, koji ju je prihvatio kao vlastitu kćerku. 
Nakon dolaska Gujoslova koji je oslabio Theodena, Eowyn je postala očajna. Mrzila je Gujoslova, a on je nju potajno želio. Dne 2. ožujka 3019. u Edoras dolaze Gandalf, Aragorn, Legolas i Gimli. Gandalf oslobađa Theodena Sarumanovog utjecaja, nakon čega Rohanci kreću u Helmovu klisuru braniti se od Isengarda. Eowyn ostavijaju zadaću da povede žene i djecu u brdsku utvrdu, Dunharrow. 
Nakon pobjede kod Helmove klisure Rohanci kreću u pomoć starom savezniku Gondoru. Eowyn je željna borbe no Theoden joj zabranjuje da ide u bitku kao i Hobitu Merryu. Eowyn se prerušuje u jahača te je od tada svi zovu Dernhelm. Sa sobom je povela i Merrya. Dne 15. ožujka 3019. Rohanci stižu pred Minas Tirith. Krenuši u juriš te ubrzo probijaju neprijateljske redove. Dok Theoden uspijeva ubiti vođu Haradrimskih konjanika, napada ga Kralj-vještac i zvijer na kojoj jaši ubrzo je napada kraljevog konja Snowmanea koji pada na Theodena. Tada zvijer odluči napasti i Eowyn, pri čemu joj ona odsječe glavu nakon čega ju napada Kralj-vještac. Lomi joj štit no Merry ga napada s leđa. Kralj-vještac ponavlja da ga ne može ubiti "muška ruka“ te mu u tom trenutku Eowyn otkriva da je ona žena, zabija u njega svoj mač i time ostvaruje tisuće godina staro proročanstvo. 
Nakon borbe, ranjena biva poslana u Kuće izlječenja gdje ju Aragorn izliječi. Tu upoznaje Faramira kojeg ubrzo zavoli. Službene zaruke događaju se u Edorasu, poslije Theodenovog pogreba, a 3020. godine su se vjenčali. Naselili su se u Ithilienu jer je Faramir bio knez Ithiliena. Najvjerojatnije imaju jedno dijete, sina Elborona.